# Giussano
Giussano é uma comuna italiana da região da Lombardia, província de Monza e Brianza, com cerca de 21.932 habitantes. Estende-se por uma área de 10 km², tendo uma densidade populacional de 2193 hab/km². Faz fronteira com Inverigo (CO), Carugo (CO), Arosio (CO), Briosco, Mariano Comense (CO), Carate Brianza, Verano Brianza, Seregno.

## Demografia
| Variação demográfica do município entre 1861 e 2011                               |
|                                                                                   |
| Fonte: Istituto Nazionale di Statistica (ISTAT) - Elaboração gráfica da Wikipedia |